# Baby (альбом)
Baby — третий студийный альбом американской певицы Кейси Дайнел (выступающей под сценическим именем White Hinterland), выпущенный 1 апреля 2014 года на лейбле Dead Oceans.
Дайнел записала альбом из десяти песен в студии, которую она создала в подвале дома своего детства в городе Скитуэйт, штат Массачусетс.

## Отзывы
| Совокупная оценка | Совокупная оценка |
| Источник          | Оценка            |
| ----------------- | ----------------- |
| Metacritic        | 74/100            |
| Оценки критиков   |                   |
| Источник          | Оценка            |
| Rolling Stone     | [ 4 ]             |
| NME               | [ 5 ]             |
| Boston Globe      | Favorable         |
| AllMusic          | [ 7 ]             |
| Pitchfork         | 7.2/10            |

Альбом получил положительные отзывы от музыкальных критиков. Rolling Stone поставил альбому три с половиной из пяти звёзд, отметив вокальный диапазон, который Динель демонстрирует на альбоме, «исполняя оперные трели, завывающие вопли, призрачные гармонические слои и даже полный вокальный фрай без каких-либо швов». NME также поставил альбому три с половиной из пяти звёзд, сказав, что звучание Baby использует предыдущие влияния и создаёт нечто «теплокровное, богатое и спокойное по отношению к себе. Что-то, что берёт кусочки Мэрайи — „Emotions“, „Fantasy“, — которые не вызывают желания убивать детей, и заворачивает их в инди-вкусы пост-Dirty Projectors Америки». В рецензии критиковалось отсутствие местами хука, но было сказано: «Впрочем, это мелочи, учитывая, насколько Динель, похоже, вырывается вперёд на своём переполненном поле». Рецензируя альбом в Boston Globe, Марк Хирш сказал, что «Baby, кажется, строит себя по ходу дела, постепенно расширяясь от кусочков и обрывков фортепиано и многослойного вокала без сопровождения в открывашке „Wait Until Dark“ и достигая кульминации в раскатистом, если и перекошенном, ролле предпоследнего трека „Sickle No Sword“».

## Список композиций
Слова и музыка всех песен — Кейси Дайнел.
| №   | Название          | Длительность |
| --- | ----------------- | ------------ |
| 1.  | «Wait until Dark» | 4:31         |
| 2.  | «Dry Mind»        | 2:04         |
| 3.  | «Ring the Bell»   | 3:37         |
| 4.  | «David»           | 5:41         |
| 5.  | «Baby»            | 5:14         |
| 6.  | «White Noise»     | 3:30         |
| 7.  | «Metronome»       | 5:05         |
| 8.  | «No Devotion»     | 4:57         |
| 9.  | «Sickle No Sword» | 5:39         |
| 10. | «Live with You»   | 4:29         |